# Carl Mertens (Besteckfabrik)
Die Carl Mertens International GmbH war ein Unternehmen der Schneidwarenindustrie mit Sitz in Solingen. Es stellte hochwertige Koch- und Küchenmesser sowie Design-Bestecke und Tischkultur-Accessoires her.

## Geschichte
Carl Mertens gründete das Unternehmen 1919 in Solingen als kleinen Zulieferbetrieb, in dem Taschenmesserklingen geschliffen und Hefte für Tafel- und Küchenmesser gefertigt wurden. 1932 wurde dann eine Fabrikation für Tafelbestecke aufgebaut. 1934 übernahm Curt Mertens, der Sohn des Firmengründers, die Unternehmensführung. Während des Zweiten Weltkriegs lag die Produktion brach und wurde erst in den Jahren 1946/47 wieder aufgenommen. In dieser Zeit fand auch die allmähliche Verlegung der Produktion von der Beckmannstraße zum Krahenhöher Weg statt, die 1953 abgeschlossen wurde.

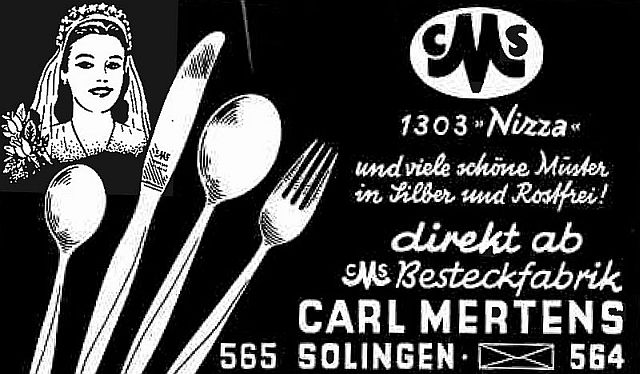
Werbeanzeige Carl Mertens Solingen aus den 1950er Jahren

Recht typisch für mittelständische Schneidwarenhersteller im Bergischen Land führte ein handwerklich geprägter Anfang zu einem industriellen Betrieb mit zunehmender Belegschaft, die in den 1960er Jahren auf 100 Mitarbeiter wuchs. In den 1970er Jahren, bedingt durch die Wirtschaftskrisen und einen starken Rückgang des USA-Geschäfts, ging die Zahl der Mitarbeiter auf 25 zurück. 1978 trat Curt Mertens jun. die Nachfolge seines Vaters an und konzentrierte sich fortan auf designorientierte Produkte. 1981 wurde die Wortmarke "Grasoli" (Grah in Solingen) zusammen mit einem Sortiment an Geschenken für den gedeckten Tisch in das Unternehmen integriert. 2007 wurde aus der 2006 insolventen CMS Grasoli GmbH & Co. KG die heutige Carl Mertens Besteckfabrik GmbH gegründet. Als Gesellschafter kam 2008 Detlev Stocke aus der Coburger Porzellanfabrik W. Goebel hinzu. Das Familienunternehmen beschäftigt 2010 etwa 30 Mitarbeiter.
Im April 2014 musste erneut das Insolvenzverfahren eröffnet werden. Ein chinesischer Investor übernahm kurzerhand das Unternehmen, das im Zuge dessen zum 1. Mai 2015 in die Carl Mertens International GmbH überging. Der Produktionsstandort in Solingen soll vergrößert und die Produkte des Unternehmens auch auf dem asiatischen Markt platziert werden. Die Herkunftsbezeichnung Made in Solingen soll in Asien zum Erfolg der Produkte beitragen. 2023 wurde die Firma endgültig geschlossen.
Einige Produkte fanden Eingang in die Sammlungen verschiedener Museen wie die des Museum of Modern Art in New York, des Württembergischen Landesmuseums Stuttgart, des Museums Angewandte Kunst in Frankfurt am Main und des Deutschen Klingenmuseums in Solingen.